# Cybaeus kiiensis
Cybaeus kiiensis är en spindelart som beskrevs av Kobayashi 2006. Cybaeus kiiensis ingår i släktet Cybaeus och familjen vattenspindlar. Inga underarter finns listade i Catalogue of Life.